# 2-oksoglutarat dioksigenaza (formira etilen)
2-oksoglutarat dioksigenaza (formira etilen) (EC 1.13.12.19, etilen-formirajući enzim, EFE) je enzim sa sistematskim imenom 2-oksoglutarat:kiseonik oksidoreduktaza (formira dekarboksilacija, etilen). Ovaj enzim katalizuje sledeću hemijsku reakciju
2-oksoglutarat + O2 {\displaystyle \rightleftharpoons } etilen + 3 CO2 +2O
Ova je jedna od dve simultane reakcije koje katalizuje ovaj enzim, koji je odgovoran za formiranje etilena kod bakterija iz grupe Pseudomonas syringae. U drugoj reakciji (EC 1.14.11.34, 2-oksoglutarat/L-arginin monooksigenaza/dekarboksilaza) ovaj enzim katalizuje monooksigenaciju 2-oksoglutarata i L-arginina, formirajući sukcinat, ugljen-dioksid i L-hidroksiarginin, koji se naknadno razlaže u guanidin i (S)-1-pirolin-5-karboksilat.

## Literatura
- Nicholas C. Price; Lewis Stevens (1999). Fundamentals of Enzymology: The Cell and Molecular Biology of Catalytic Proteins (Third изд.). USA: Oxford University Press. ISBN 019850229X.
- Eric J. Toone (2006). Advances in Enzymology and Related Areas of Molecular Biology, Protein Evolution (Volume 75 изд.). Wiley-Interscience. ISBN 0471205036.
- Branden C; Tooze J. Introduction to Protein Structure. New York, NY: Garland Publishing. ISBN 0-8153-2305-0.
- Irwin H. Segel. Enzyme Kinetics: Behavior and Analysis of Rapid Equilibrium and Steady-State Enzyme Systems (Book 44 изд.). Wiley Classics Library. ISBN 0471303097.
- William P. Jencks (1987). Catalysis in Chemistry and Enzymology. Dover Publications. ISBN 0486654605.

## Spoljašnje veze
- 2-oxoglutarate+dioxygenase+(ethylene-forming) на 